# Phalacrotophora magnifica
Phalacrotophora magnifica är en tvåvingeart som beskrevs av Borgmeier 1962. Phalacrotophora magnifica ingår i släktet Phalacrotophora och familjen puckelflugor. Inga underarter finns listade i Catalogue of Life.